# Tera Patrick
Tera Patrick (nacida Linda Ann Hopkins, Great Falls, Montana, 25 de julio de 1976) es una actriz, directora y productora pornográfica estadounidense ganadora de varios premios de la industria pornográfica.
Patrick comenzó modelando en sesiones fotográficas para Playboy, Penthouse o Hustler. En 1999 pasó al cine pornográfico y desde entonces ha participado en más de cien películas para adultos, convirtiéndose en una de las actrices porno más exitosas. En 2009 ingresó en el Salón de la fama de AVN. Patrick cuenta con seis premios AVN, tres premios F.A.M.E. y un premio XRCO, entre otros.

## Biografía
Tera Patrick nació en Great Falls, Montana, hija de padre inglés y madre tailandesa. Cuando era niña, su madre regresó a Tailandia para vivir permanentemente y su padre se mudó con ella a San Francisco, California.
Fue descubierta a la temprana edad de 13 años por un cazatalentos de la agencia de modelos Ford Models de Nueva York, con la que firmó un contrato para ser modelo. Tras ello se marchó a la gran manzana y durante cinco años estuvo realizando este trabajo de forma profesional, llegando a aparecer en prestigiosas revistas del mundo de la moda como Harper's Bazaar o Vogue. Al cumplir los 18 años, abandonó el mundo de la moda y se matriculó en la Universidad Estatal de Boise,donde consiguió un grado de asociado en enfermería y el Bachelor of Science en microbiología.

## Carrera profesional
Pese a haber llegado a trabajar como enfermera, Patrick sintió nuevamente curiosidad por volver a modelar. A finales de los años 1990, Tera comenzó a trabajar de nuevo como modelo, conoció a la fotógrafa Suze Randall con la que posó desnuda por primera vez. Poco tiempo después de sus sesiones fotográficas con Randall, Patrick apareció en una de las portadas de edición internacional de Playboy, momento en el que Patrick aún pensaba en alcanzar el éxito como modelo convencional.

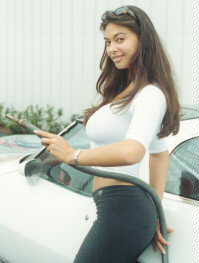
Tera Patrick en una de sus primeras imágenes de archivo.

Sin embargo su idea cambió radicalmente tras aceptar la propuesta de las revistas Penthouse y Hustler, momento en el que Patrick comenzó a considerar seriamente su futuro en la industria pornográfica. De hecho, llegó a convertirse en Penthouse Pet del mes de febrero de 2000 y seleccionada para Penthouse Pet del año para la revista Penthouse. A partir de ahí apareció en las portadas de las revistas Club, Genesis, Cheri, Swank, Gallery, Erotica, Hot Video y High Society.
Patrick dio el paso definitivo al cine pornográfico, ya que su físico —por aquel entonces todo natural— llamó la atención de los profesionales de la industria. Su debut se produjo de la mano de Andrew Blake, en su película Aroused, bajo el nombre de Tara Patrick. Le siguieron otros trabajos de fetichismo y bondage suave que protagonizó con el alias de Brooke Thomas. Su primera escena heterosexual se produjo en 2000, en la película Fire and Ice.
También ha figurado en los créditos de algunas películas como Sadie Jordan. Poco después de debutar en el porno le empezaron a llegar los primeros reconocimientos, en concreto, se le concedió en Cannes el premio Hot d'Or a la mejor actriz revelación americana del año 2000. Recibió ese mismo tipo de galardón de hasta siete entidades distintas (entre otras: AVN, premio XRCO, Cyber Adult Video Review, Nightmovies Magazine), lo que constituyó todo un hito.
Un año más tarde volvía a ser reconocida por el jurado del certamen francés, esta vez como mejor actriz americana de 2001. Todos estos premios le abrieron las puertas de la prestigiosa Digital Playground con la cual firmó un contrato en exclusiva. De esa época fueron Virtual Sex With Tera Patrick uno de los 10 más vendidos de toda la historia y la saga Island Fever rodadas en Hawái, Tahití y Bora Bora. Sin embargo, la relación contractual acabó mal y actriz y productora acaban en los tribunales.

### Paréntesis en su carrera y Teravisión

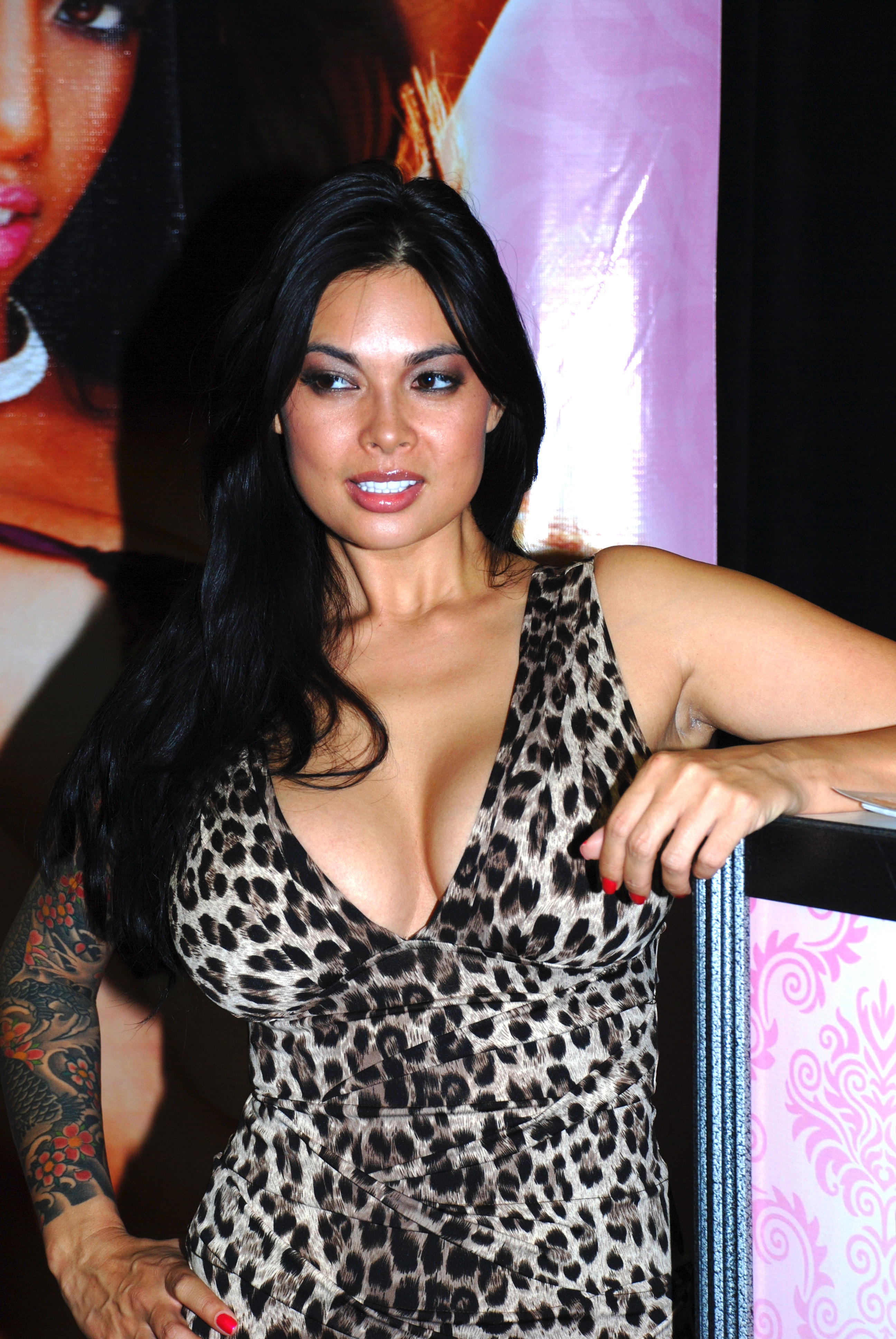
En 2004 Patrick fundó su productora Teravision.

Entre 2003 y 2004 Patrick se tomó un año fuera de las cámaras. Fundó su propia productora, Teravision, se sometió a una operación de aumento de pecho y el 9 de enero de 2004 se casó con Evan Seinfeld, el cantante/bajista de la banda de hardcore metal Biohazard, también conocido por sus apariciones como actor en la serie Oz. Desde ese momento, la actriz solo rodaría escenas heterosexuales con él. Sin embargo, Patrick aseguró que dejó de rodar escenas con hombres "dos años antes de conocer a Evan. No tenemos esa clase de relación. Conocí a Evan en 2003 y me tomé un año fuera de la industria, así que decidimos formar mi compañía productora y él me propuso hacer películas conmigo. Ahora sólo trabajo con él, excepto en escenas con otras chicas. Otras personas llevan ese otro tipo de vida, pero nosotros somos muy monógamos y queremos llevar nuestra relación muy en serio. Quiero estar con él para siempre".
Sin embargo, en 2006 reconsideró la situación tras el rodaje de ambos en Tera Tera Tera, ya que Seinfeld le pidió hacer unas escenas "por su cuenta. Me pareció bien y él me sugirió que lo hiciera también. Yo no quería trabajar con otros chicos pero también me di cuenta que tengo una carrera como estrella del porno. Si no trabajo con otros hombres y sólo lo hago con mi marido me impedirá avanzar en mi carrera. Hicimos una película con Teravision, hice mi primera escena con Evan, una escena lésbica y una escena con otro chico".
En 2005 Tera y Evan (Spyder Jonez en el mundo del porno) estrenan una agencia de talentos que representaba modelos y actores/actrices. Según expone la página web de la agencia, el objetivo de Tera es ayudar a jóvenes actores en la industria del cine porno para que sean tratadas con respeto. Por otra parte, Teravision, en asociación con el estudio Vivid, lanzó al mercado su primera película llamada Tera Desperate y fue distribuida en Europa bajo el sello Private. En abril de 2006 Patrick anunció que presentaría la convención porno Miami Exxxotica.
En una entrevista a Adult Film Database en febrero de 2007, Patrick aseguró que trabajaría dos años más delante de las cámaras, pero planea relanzar sus películas durante la próxima década. En marzo de 2007, el lanzamiento en DVD de inTERActive se convirtió en el lanzamiento más exitoso en la historia de Hustler.

## Premios y Portadas
- 2009 Premio AVN Hall of Fame.[13]

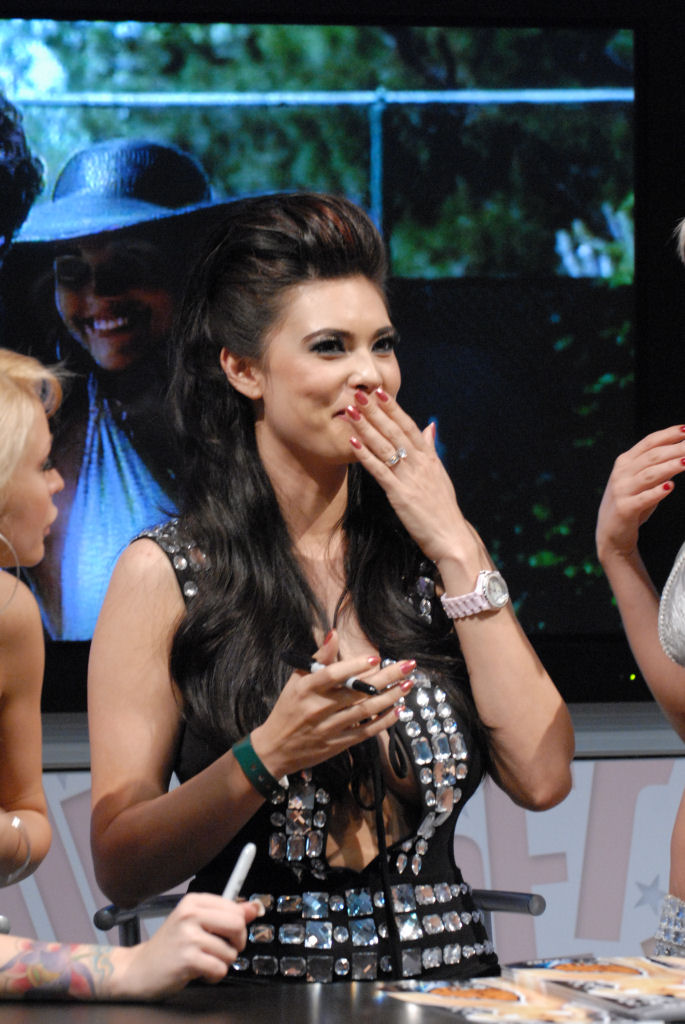
Patrick en el Adult Entertainment Expo 2008.

- 2007 MBM (Mamá de Billy Magazine) premio por ser más buena que todas las chinas
- 2006 FHM Top 100 mujeres más sexys
- 2006 Portada FHM
- 2006 VH1's Top 40 mujer/novia más sexys de cantantes de Rock
- 2006, 2005, 2004 Foxe Fan Favorita
- 2005, 2004 Revista Génesis Pornstar del año.
- 2002 AVN Galardón - Mejor escena del año en Island Fever
- 2002 Penthouse Pet del mes y nominada para Pet del año (quedó segunda)
- 2002 Portada Playboy compartida
- 2002 Portada Playboy
- 2002 Estrella en Playboy Nightcalls 411
- 2002 Chica Hustler
- 2002 VENUS - "Mejor actriz Americana"
- 2001 Nightmoves - Mejor Actriz
- 2001 XRCO Galardones - "Mejor nueva Starlette"
- 2001 CAVR - "Mejor actriz"
- 2001 Revista Génesis - "Mejor actriz"
- 2001 AVN Galardón - "Mejor nueva Starlette"
- 2001 Hot D'or - "Mejor actriz Americana"
- 2001 Cannes Festival de cine - "Mejor nueva Starlette"
- 2000 CAVR - "Mejor actriz"
- 2000 Adam Film World - "Mejor Starlette"
- 2000 Hot D'or - "Mejor nueva Starlette"
- 1999 CAVR - "Mejor actriz novata"
- En España ha sido portada de las ediciones españolas de Playboy, Hot Video y de las revistas nacionales Interviú y Siete.